# 本庄村 (島根県)
本庄村（ほんじょうむら）は、島根県八束郡にあった村。現在の松江市手角町、長海町、野原町、新庄町、邑生町、上宇部町、本庄町、上本庄町、枕木町にあたる。

## 地理
- 湖沼：中海[1]
- 山岳：北山山脈[1]

## 歴史
- 1889年（明治22年）4月1日、町村制の施行により、島根郡本庄町、手角村、長海村、別所村、本庄村、邑生村、新庄村、上宇部尾村、野原村が合併して村制施行し、本庄村が発足[1][2]。
- 1896年（明治29年）4月1日、郡の統合により八束郡に所属[2]。
- 1955年（昭和30年）3月10日、松江市に編入され廃止[1][2]。

### 地名の由来
文永8年（1271年）当時の長海本荘に当たり、のち長海（現:松江市長海町）と分かれて本庄となる。

## 産業
- 農業、漁業[1]